# Josy Braun
Josy (Joseph) Braun (Ciutat de Luxemburg, 14 de gener de 1938 – 4 d'agost de 2012) fou un escriptor, periodista i traductor luxemburguès, que principalment escrigué en luxemburguès.
Braun va escriure, principalment, obres de teatre (tant per a nens com per adults), poesia, prosa i contes per nens. Entre les seves obres de teatre, que sovint retransmetien preocupacions polítiques, trobem D'Kromm an der Heck (1966), Requiem fir e Lompekréimer (1966), Wie bas de Leo? (1976) o Hexejuecht (1978). Les seves obres han estat traduïdes a l'alemany, al francès, a l'italià, al portuguès i al rus. És també l'autor de la primera història de detectius en luxemburguès, Porto fir d'Affekoten (1997). El seu poemari de 2010, Billersproochbiller, il·lustrat per la seva dona Josée Klinker, va ser traduït al francès, alemany i anglès amb l'objectiu d'aconseguir lectors més enllà de Luxemburg.
Kréiwénkel és una novel·la sobre els somnis, els anhels i les frustracions dels seus personatges, mostrant com evolucionen interior i exteriorment en un món canviant. Braun hi descriu la vida en un poble on els canvis es succeeixen de manera lenta.
Braun va morir el 4 d'agost de 2012 als 74 anys.

## Principals obres
- Josée Klincker, Josy Braun: "Billersproochbiller", Gedichter op lëtzebuergesch an däitsch, Editions Le Phare, Esch-sur-Alzette, 2010. 160 pp. ISBN 978-2-87964-119-5
- Josy Braun, "Kréiwénkel", Echternach, Editions Phi, 1998. ISBN 3-88865-165-4
- Josy Braun: "Porto fir d'Affekoten", Echternach, Editions Phi, 1997